# 無鉄砲大将
『無鉄砲大将』（むてっぽうたいしょう）は、1961年12月27日に公開された日活制作のアクション映画。一条明の小説『東京白柄組』を原作に、鈴木清順監督で映像化したもの。主演は和田浩治。正義感の強い高校の空手部の男が、仲間とグループを結成してヤクザと戦う物語である。

## 配役
- 和田浩治 : 海津英次
- 佐川ミツオ : 森野
- 清水まゆみ : 堀本京子
- 芦川いづみ : 津山雪代
- 松下達夫 : 堀本
- 初井言栄
- 糸賀靖雄
- 木下雅弘
- 葵真木子
- 富田仲次郎
- 江幡高志 : 坂崎
- 上野山功一 : トメ
- 野呂圭介 : ゲン
- 小沢昭一 : 平助
- 福原恵美子
- 横田陽子
- 長弘 : 警察署主任
- 河瀬正敏 : 警察署刑事一
- 高品格 : スケート場の親爺
- 榎木兵衛 : バタ屋二
- 山岡久乃 : 秋江
- 菅井一郎 : 津山

## スタッフ
- 監督 ： 鈴木清順
- 脚本 ： 松浦健郎、中西隆三
- 企画 ： 久保圭之介
- 音楽 ： 鏑木創
- 美術 :  松井敏行
- 編集 : 鈴木晄
- 撮影 : 永塚一栄
- 主題歌 : 佐川ミツオ 「ゴンドラの唄」